# Miguel Santa Cruz
Miguel de Santa Cruz Oliveira (Garanhuns, 1870 - ?) foi um advogado, jornalista e político brasileiro.
Filho mais velho do Coronel João de Santa Cruz Oliveira e herdeiro político  na região do Cariri paraibano, bacharelou-se em 1891 na Faculdade de Direito do Recife e elegeu-se deputado provincial para o bienio 1893/1894 e reeleito entre 1904 e 1907 e também foi dono do "Jornal Pequeno", na cidade de Recife.